# 1080i

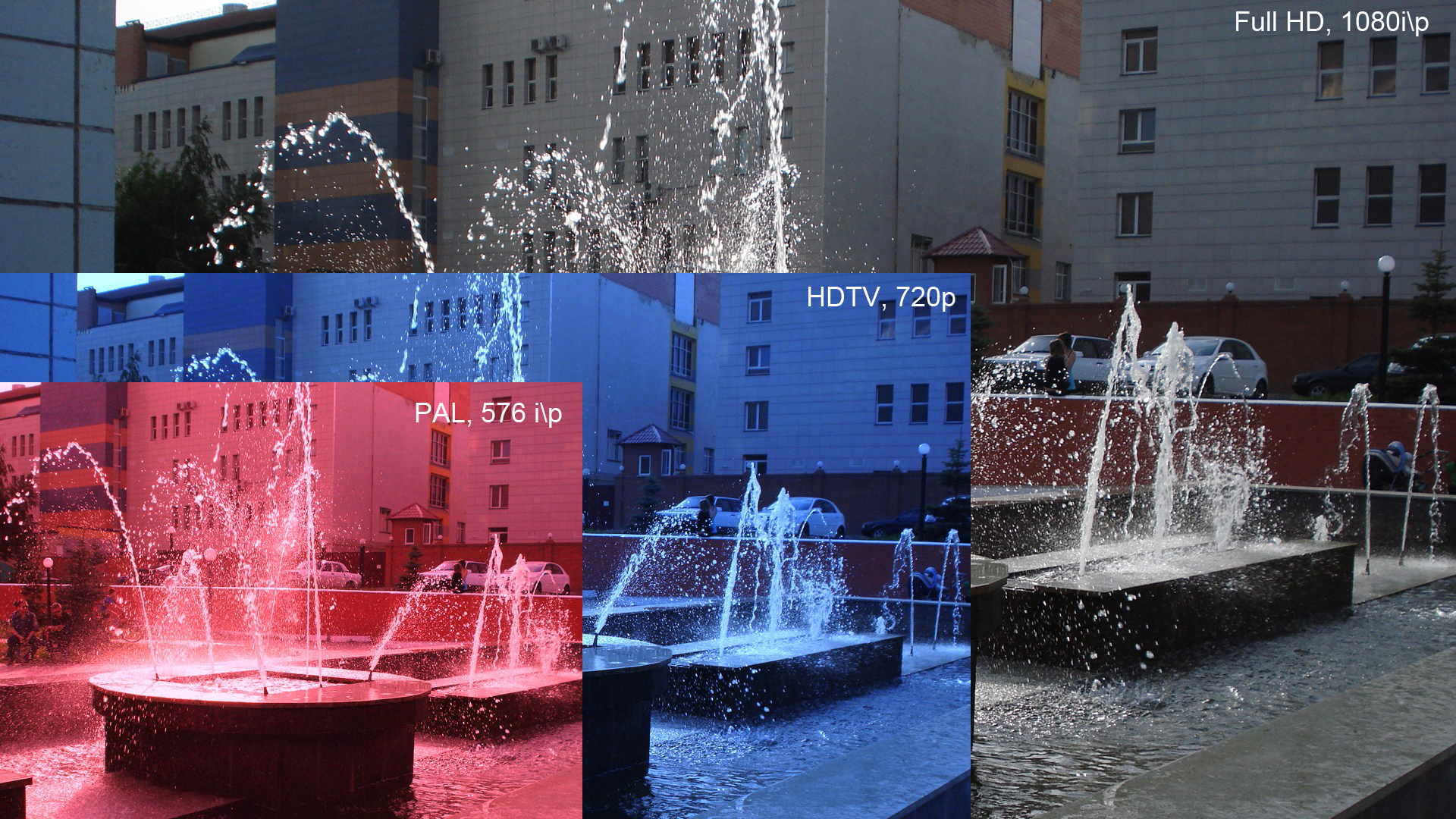
Verschiedene Videoauflösungen im Vergleich

1080i ist eine Videoauflösung der Fernsehnorm High Definition Television. „1080“ steht für die vertikale Auflösung, „I“ für Interlace (Zeilensprungverfahren).

## Auflösung
1080i-Signale werden typischerweise in 50 oder 60 Halbbildern pro Sekunde mit je 1920×540 übertragen, die durch Deinterlacing die Full-HD-Auflösung von 1920×1080 mit einem Seitenverhältnis von 16:9 und 25 bzw. 30 Vollbildern pro Sekunde ergeben. Bezogen auf Standbilder löst 1080i mit 2.073.600 Bildpunkten fünfmal so hoch wie das PAL-Format mit 414.720 Bildpunkten auf.
Weniger verbreitet ist die Auflösung 1440×1080, die trotz des Seitenverhältnis von 4:3 durch nicht-quadratische Pixel als Bild im Seitenverhältnis 16:9 wiedergegeben wird. Bekannte Sender, die diese Auflösung verwenden, sind beispielsweise Sport1 HD, Welt HD, RT HD, Nick HD und MTV HD. Anixe HD wird über Astra 1M gar mit der Auflösung 1280×1080 ausgestrahlt.
Der Unterschied zu 1080p besteht im genannten Interlacing bzw. der Übertragung in Halbbildern. Dabei werden erst die geraden Zeilen (also Zeile 2, 4, 6, 8 usw.) und danach die ungeraden Zeilen (also Zeile 1, 3, 5, 7 usw.) aktualisiert. Das Bild ist damit die halbe Zeit nicht vollständig, dies wird durch das menschliche Auge nicht wahrgenommen. Bei 1080p hingegen wird direkt das volle Bild aktualisiert, besteht also immer aus Vollbildern.

## Verbreitung
Die Auflösung 1080i50 kommt hauptsächlich im Fernsehen zum Einsatz. Ein 1080p24-Signal (mit 24 Vollbildern) ist nur bei Kinofilmproduktionen und den damit bespielten Blu-ray-Discs üblich, hat aber die gleiche Datenrate. Der Großteil der internationalen HDTV-Sender und alle HD-Ableger der deutschsprachigen Privatsender senden im Format 1080i50. Nach einer Empfehlung der European Broadcasting Union senden allerdings einige ihrer Mitglieder (u. a. auch alle deutschsprachigen öffentlich-rechtlichen Sender) im Format 720p.

## Unterstützung in Normen
ATSC und Digital Video Broadcasting (DVB) unterstützen 1080i.